# Литизно (усадьба)
Литизно — историческая русская усадьба. Расположена в Кингисеппском районе Ленинградской области, в одноимённой деревне.
Признана выявиленным памятником градостроительства и архитектуры.

## История
Деревня, рядом с которой находится усадьба, упоминалась в 1838 году как владение Шуваловых, а в 1856 году принадлежала графине Бобринской.
На территории усадьба сохранился одноэтажный дом с мезонином, сложенный из известняка и отделанный красным кирпичом. Здание было построено в конце XIX — начале XX века. К зданию примыкает хозяйственный двор, определённый как конюшня.
После революции 1917 года в бывшем усадебном здании располагалась начальная школа.
Рядом с усадьбой находится часовня Илии Пророка, построенная в 1815 году.

## Галерея

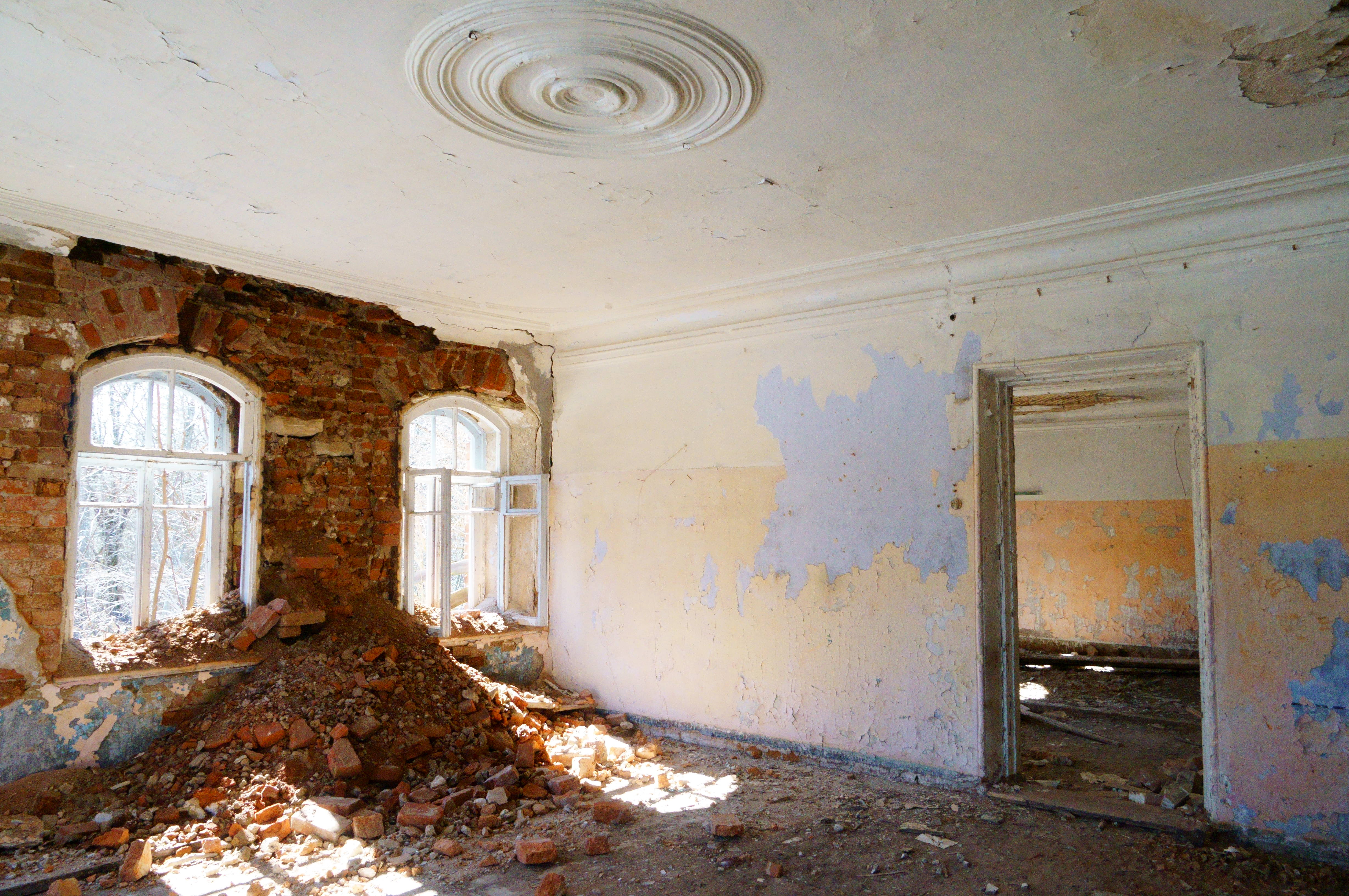
Интерьеры главного дома усадьбы (2019 год)
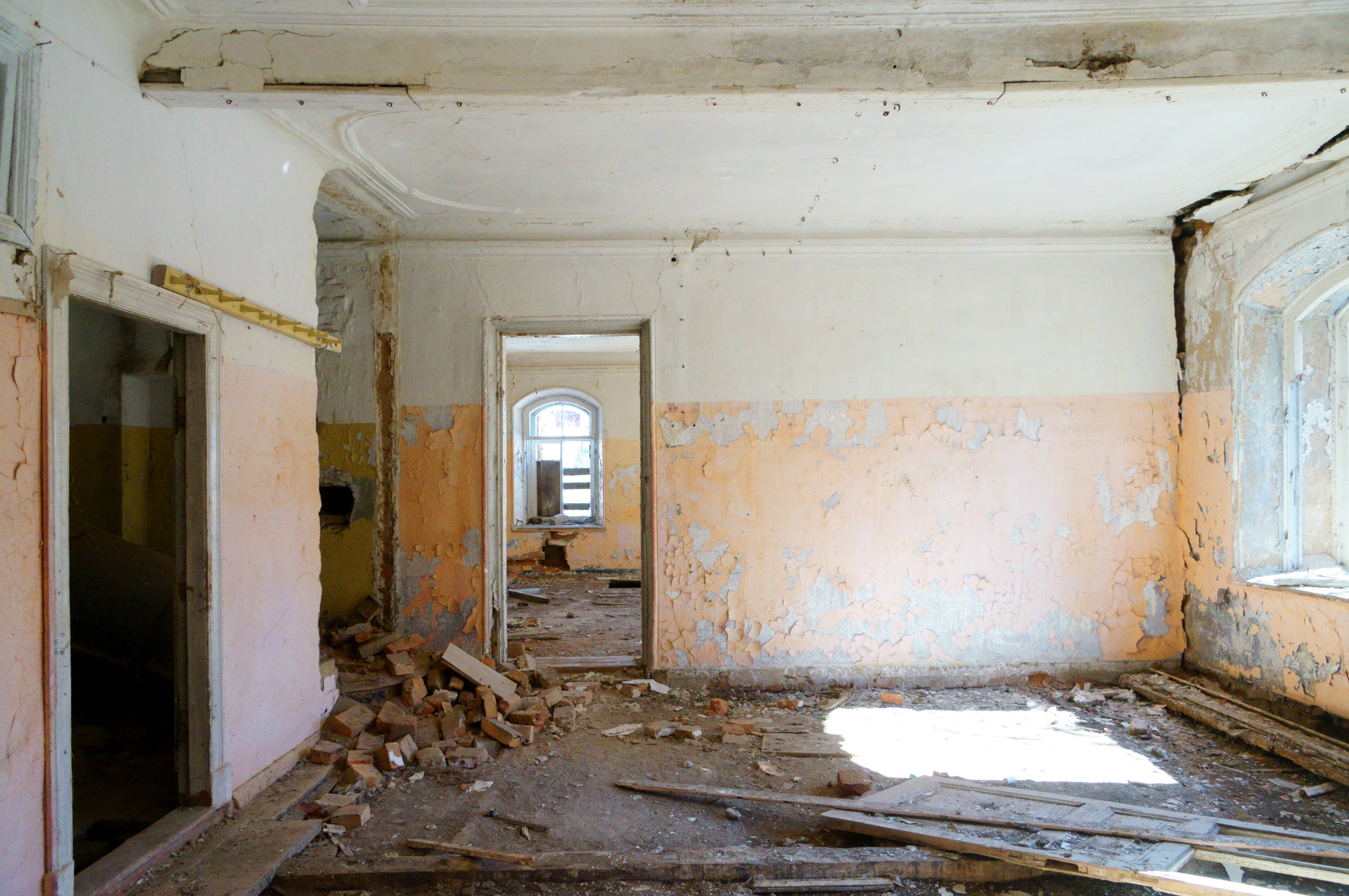
Интерьеры главного дома усадьбы (2019 год)
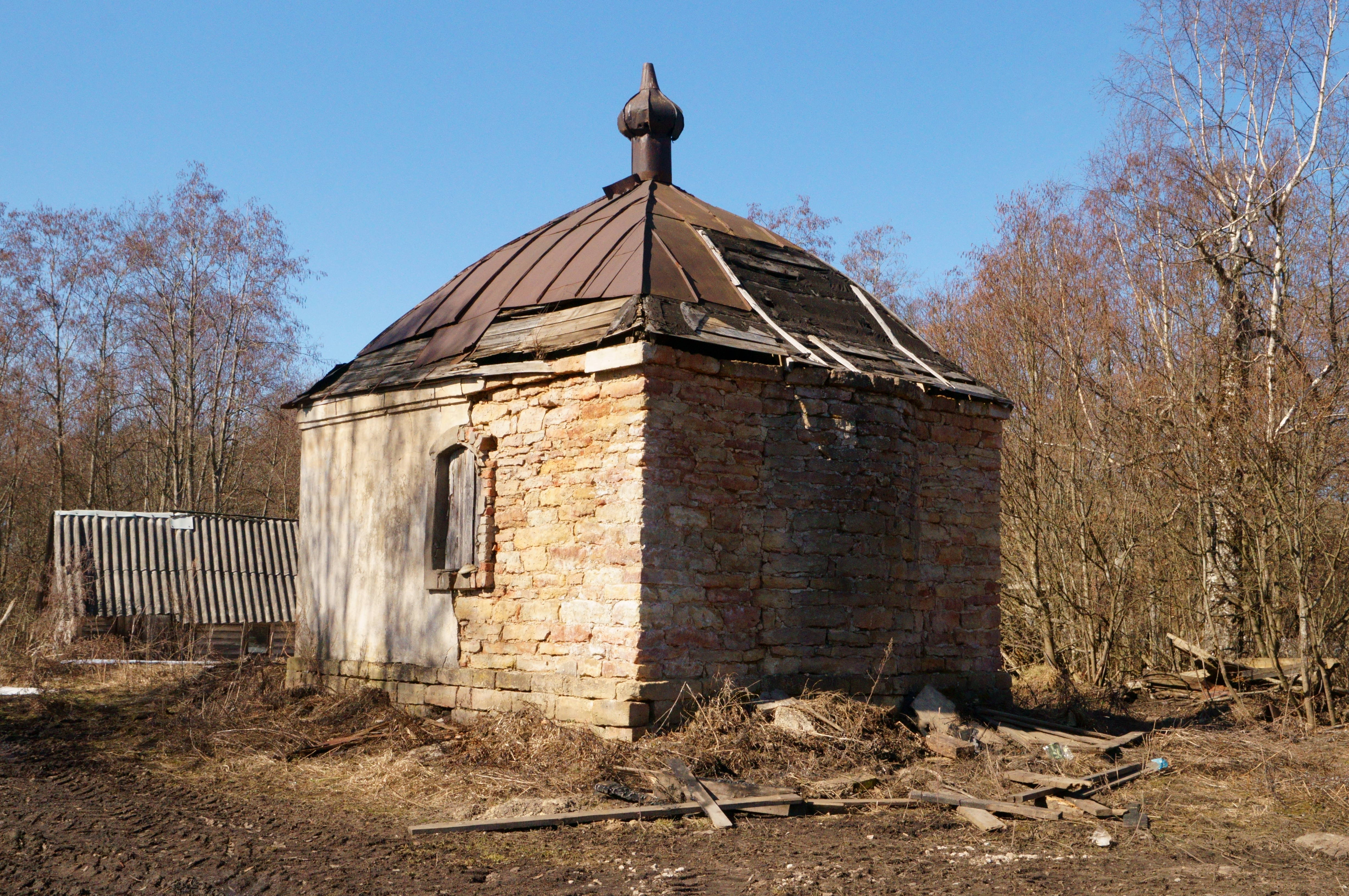
Часовня Илии Пророка (2019 год)
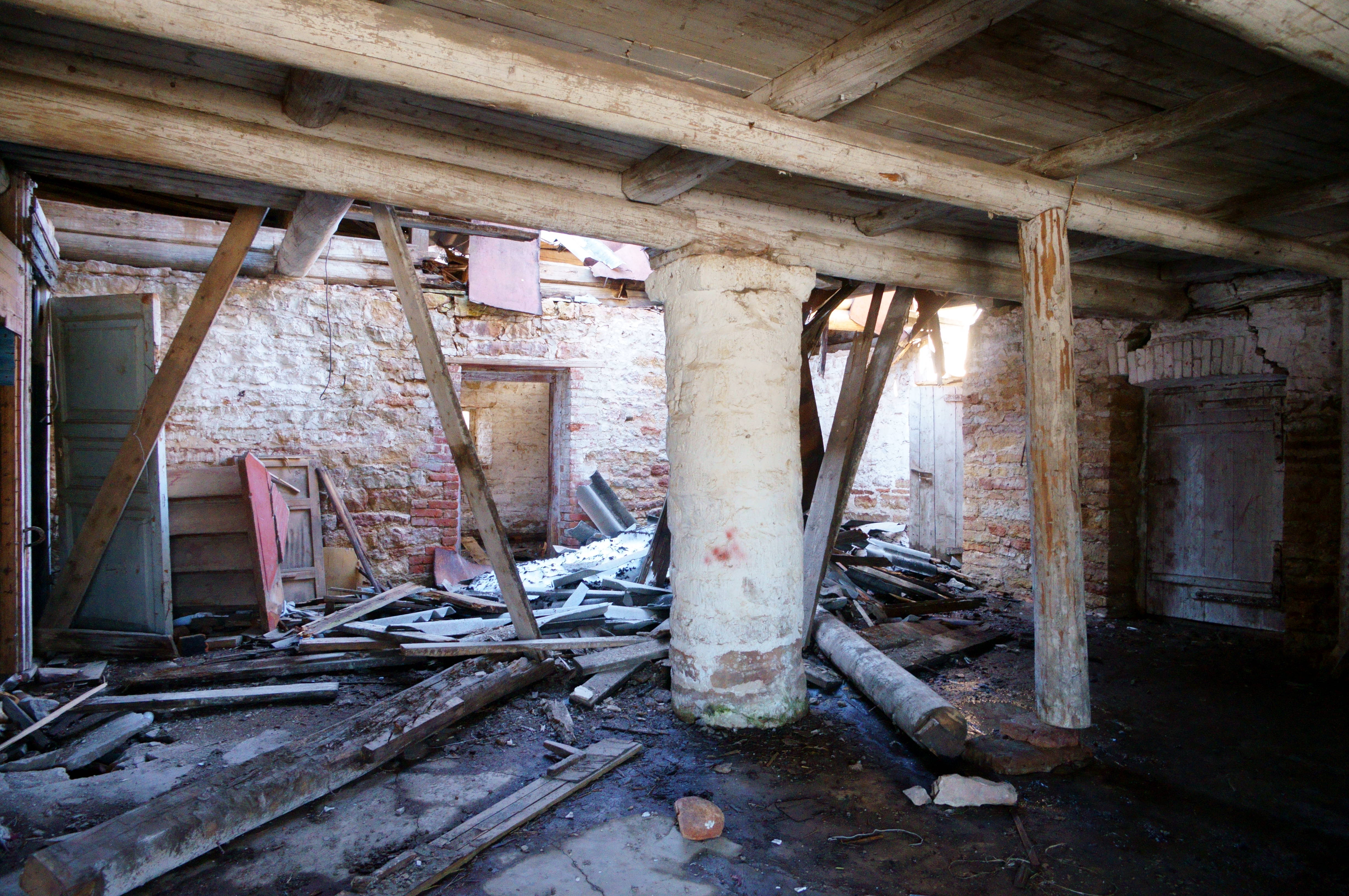
Конюшня (2019 год)